# Bad Kleinen
Bad Kleinen är en kommun i Mecklenburg-Vorpommern i norra Tyskland. Kommunen som har omkring 3 700 invånare är belägen cirka 10 km söder om den betydligt större Hansastaden Wismar. Fram till 1914 kallades orten bara Kleinen.
Kommunen ingår i kommunalförbundet Amt Dorf Mecklenburg-Bad Kleinen tillsammans med kommunerna Barnekow, Bobitz, Dorf Mecklenburg, Groß Stieten, Hohen Viecheln, Lübow, Metelsdorf och Ventschow.

## Historia
Orten omnämndes första gången i en urkund av påven Alexander den tredje år 1178.
I mitten av 1800-talet anlades olika järnvägar i storhertigdömet Mecklenburg-Schwerin och (Bad) Kleinen utvecklades till en viktig järnvägsknutpunkt. År 1848 byggdes järnvägen mellan den mecklenburgska huvudstaden Schwerin och Wismar och 1850 anlades järnvägen från Kleinen till Rostock. Tjugo år senare blev banan till Lübeck klar (1870).
Orten är belägen vid Schweriner See, och 1862 invigdes ett sanatorium i Kleinen och orten utvecklades till en liten kurort under denna tid. Därför fick Kleinen rättigheten att kalla sig Bad Kleinen 1914.

## Efter 1945
Under DDR-tiden blev Bad Kleinen en viktig järnvägsknutpunkt men också lantbruket utvecklades. År 1972 byggdes en stor grisavelsanläggning som producerade 135 000 griskultingar per år.
Den 26 juni 1993 dödades RAF-medlemmen Wolfgang Grams och Birgit Hogefeld greps av specialkommandot GSG 9 vid järnvägsstationen i Bad Kleinen.

## Befolkningsutveckling
Befolkningsutveckling i Bad Kleinen
Källa:,

## Galleri

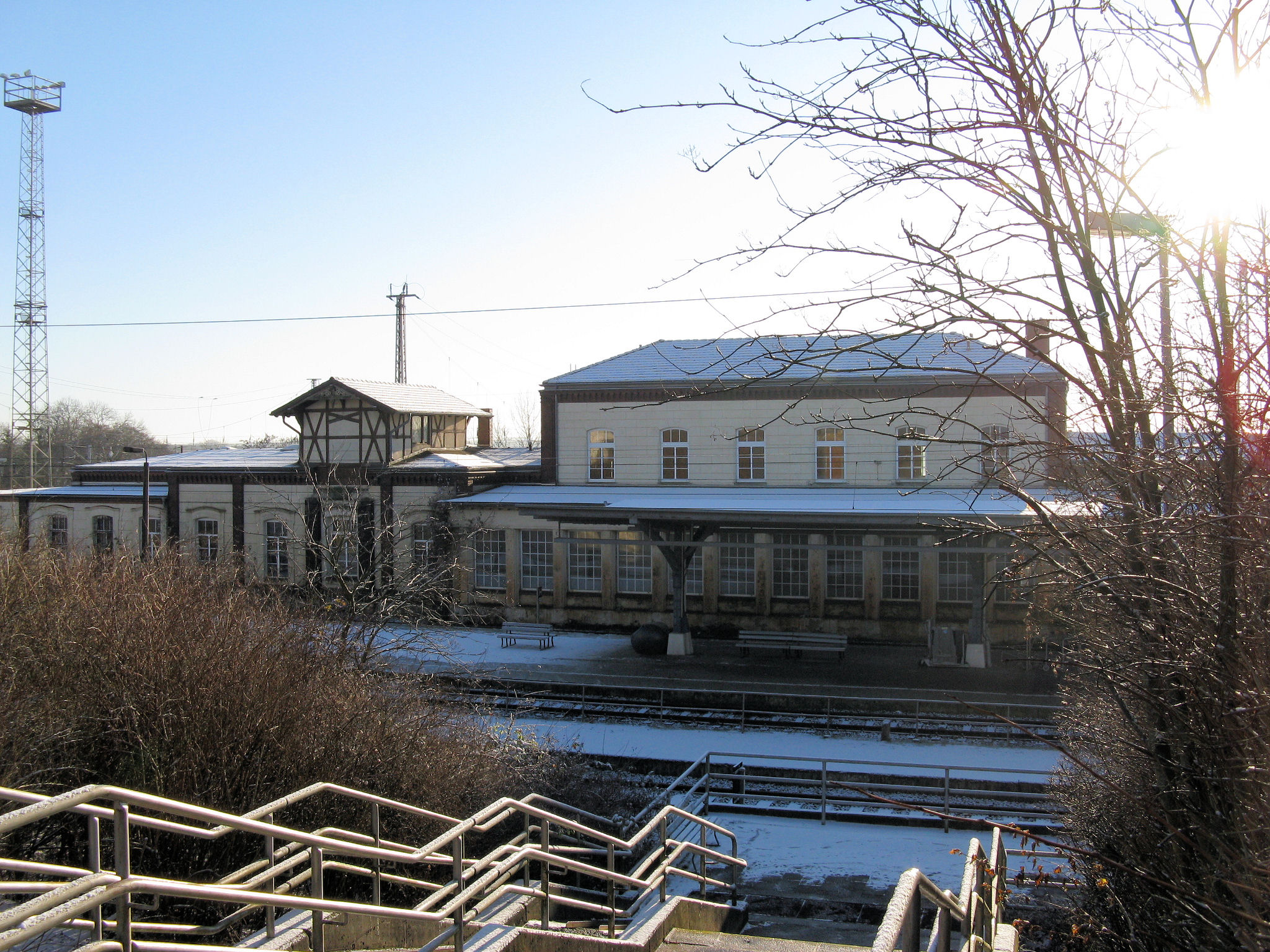
Järnvägsstationen i Bad Kleinen
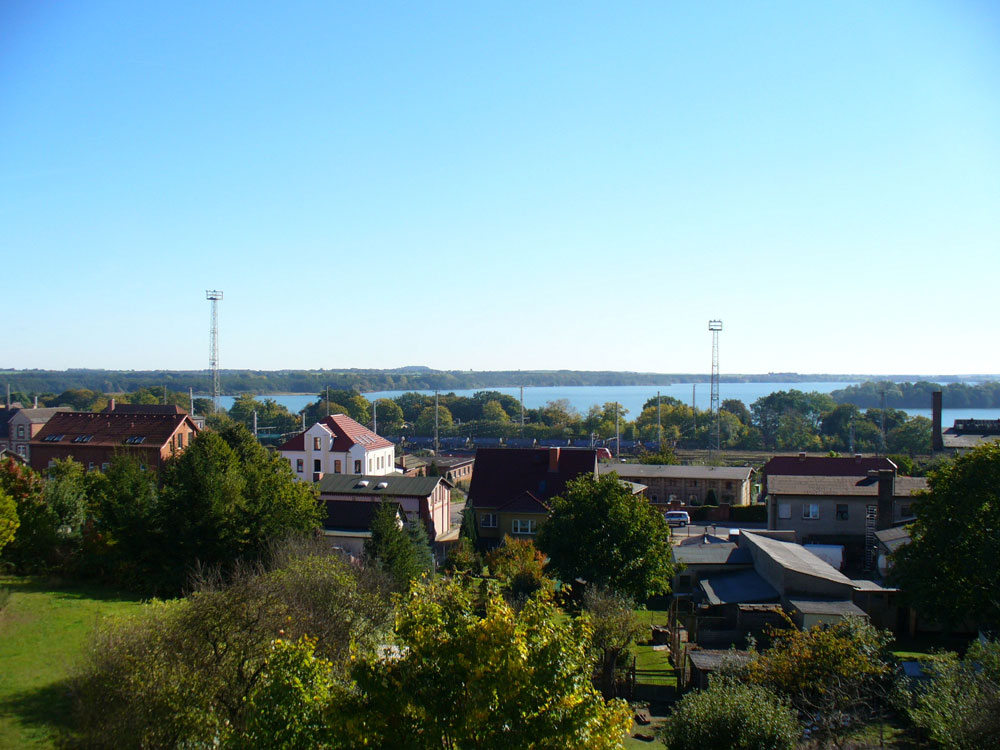
Vy över järnvägsstationen och sjön Schweriner See